# Receptor tirosina quinasa
En biología celular y biología molecular, un receptor de tirosina quinasa o receptor cinasa de tirosina  es un receptor celular asociado a una vía de señalización celular, que se caracteriza por pertenecer a la familia de los receptores con actividad enzimática intrínseca o asociada y por poseer como ligandos a numerosos factores tróficos y a la insulina, al factor de crecimiento epidérmico, al factor de crecimiento de fibroblastos, neurotrofinas. 

## Características
Las cinasas de Tirosina receptoras se pueden encontrar en la membrana plasmática. 
Es una familia extensa y diversa multigen, que se encuentran solamente en metazoarios. 
Actividad de quinasa proteína tirosina de receptor transmembrana. La actividad combina con una señal, transmitiendo la señal de un lado de la membrana al otro, para iniciar un cambio en la actividad celular, mediante catálisis de la reacción: ATP + proteína-L-tirosina = ADP + un fosfato de proteína-L-tirosina.
Se conocen 58 tipos de Receptores cinasas de Tirosina.

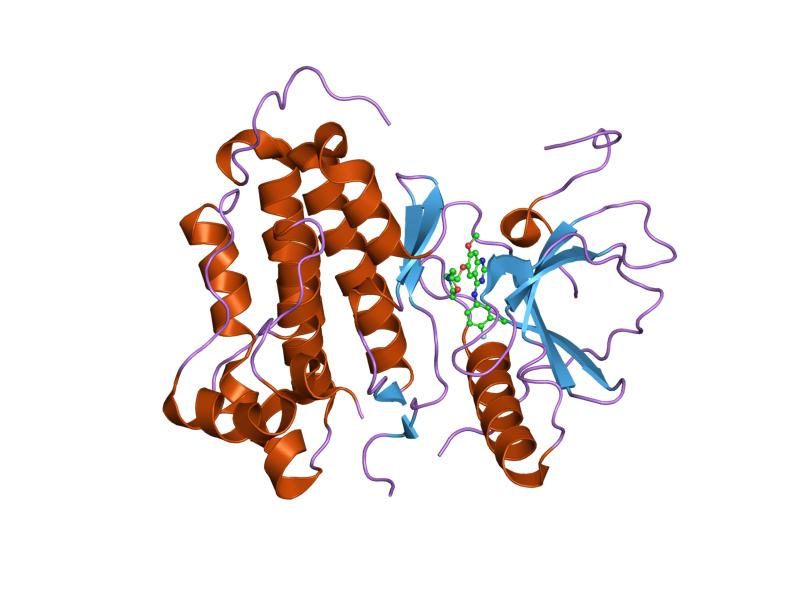
EBI 1

## Estructura
Las características moleculares del receptor de tirosina quinasa comprenden la posesión de una estructura molecular de hélice alfa transmembranal individual, aunque la proteína intrínseca posee un dominio citosólico con actividad de tirosina quinasa, y su vía de transducción de señal incluye a la proteína G monomérica Ras asociada a la MAPK, vía IP3-DAG o vía inositol trifosfato (PI3)-quinasa. 
INS-R 

De este modo, su activación mediante un estímulo externo provoca una cascada interna de reacciones enzimáticas que facilita la adaptación de la célula a su entorno, por mediación de mensajeros secundarios.
Dominios
- EGF (epidermal growth factor) factor de crecimiento
- Unión al ATP
- Proteína cinasa
- SH2, SH3 interacción proteínica.
- FERM (F por 4.1 protein, Ezrin, Radixin y Moesin) señalización
- Immunoglobulina Ig-like C2-tipos 1,2,3,4,5,6,7
- FN3 (Fibronectin type-III)
- SAM (Sterile alpha motif)
- Eph LBD (Ephrin ligand-binding domain)

Los dominios del conjunto C2, son dominios similares a Ig que se asemejan al dominio constante (C) del anticuerpo. Los dominios del conjunto C2 se encuentran principalmente en la superficie de las células T de mamíferos, así como en las moléculas de adhesión celular vascular (VCAM) e intercelular (ICAM). CD2 media la adhesión de células T a través de su ectodominio y la transducción de señales utilizando su cola citoplasmática de 117 aminoácidos.
- Tyrosine-protein kinase SYK · Gene: SYK  EC:2.7.10.1 (P43405 · KSYK_HUMAN) 635 aa

- Muscle, skeletal receptor tyrosine-protein kinase · Gene: MUSK  EC:2.7.10.1 (O15146 · MUSK_HUMAN) 869 aa

- Vascular endothelial growth factor receptor 1  Gene : FLT1  EC:2.7.10.1  (P17948 · VGFR1_HUMAN). 1.338 aa  Ig-like C2-type 1,2,3,4,5,6,7

- Non-receptor tyrosine-protein kinase TYK2 · Gene: TYK2  EC:2.7.10.2 (P29597 · TYK2_HUMAN) 1187 aa

- Tyrosine-protein kinase Lyn · Gene: LYN (JTK8)  EC:2.7.10.2 (P07948 · LYN_HUMAN) 512 aa

- Tyrosine-protein kinase CSK · Gene: CSK · EC:2.7.10.2 · 450 aa (P41240 · CSK_HUMAN)

- Tyrosine-protein kinase receptor UFO · Gene: AXL (UFO) · (Human) · EC:2.7.10.1 · 894 aa  (P30530 · UFO_HUMAN)